# コサック・ママーイ

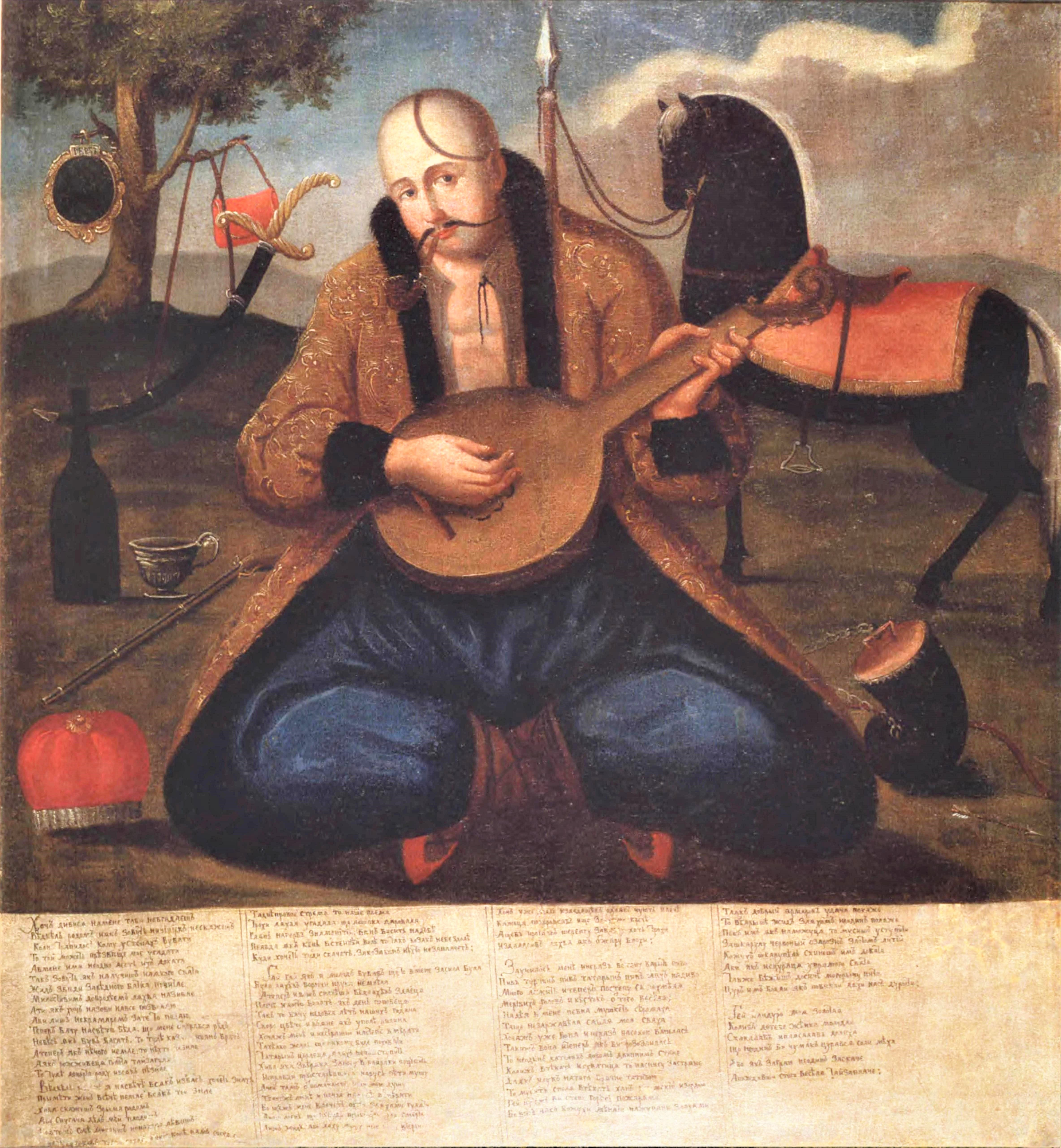
コサック・ママーイ（19世紀初頭）。

コサック・ママーイ（ウクライナ語：Козак Мамай）は、ウクライナの伝統美術におけるコサックの理想像である。ウクライナの守り神、ウクライナ人のシンボルとされる。コサック・ママーイの絵画は、18世紀から20世紀にかけてウクライナの民家においてイコンと同様に扱われ、神聖視された。

## 概要

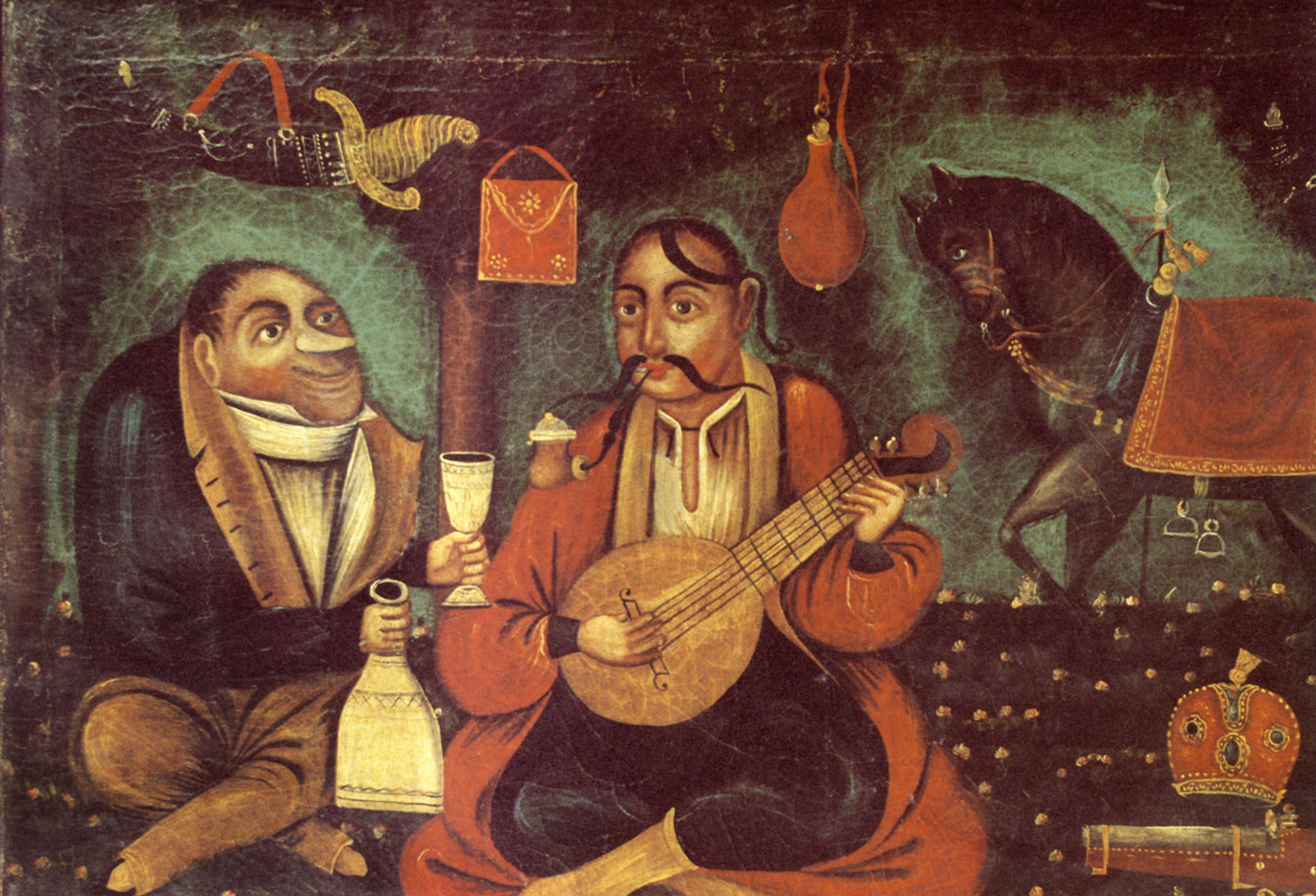
コサック・ママーイと鬼との飲み会（19世紀初頭）。

コサック・ママーイという人物の由来は不明である。彼は架空の人物であり、17世紀以後に作成されたウクライナ・コサックの総合像であるとする説と、14世紀にウクライナの一部を支配していたモンゴル帝国の万戸、ママイという実在人物であると主張する説がある。14世紀のコサック・ママーイの絵画は現存せず、18世紀以後に作成されたものが圧倒的に多いので、現在ウクライナの美術界では前者の説が定説となっている。しかし、コサック・ママーイの絵画はアジア的モチーフが強いため、後者の説も完全に否定できていない。
絵画におけるコサック・ママーイは、オークの林で愛馬の隣にあぐらをかき、ウクライナの楽器であるバンドゥーラを弾く姿で描かれることが多い。彼は東洋風な上着（ジュパーン）を着、広々としたズボン（シャロヴァールィ）と錦の長靴をはいている。頭にはコサックの前髪（オセレーデツィ）、顔には長い口髭、口には長いコサック・パイプ、周りには槍が据えられ、ウクライナ酒（ホリールカ）の酒瓶と酒杯が置かれている。
コサック・ママーイの絵画に描かれているものは、それぞれの意味を持っている。バンドゥーラはウクライナの歌、馬はウクライナの自由、樫はウクライナのしぶとさを象徴している。酒瓶・酒杯が埋葬品としてコサックの墓に入れられ、槍がコサックの墓の上に立たされることがあったので、槍・酒瓶・酒杯は人生の儚さと死の覚悟を表している。
コサック・ママーイの絵画には、ウクライナ人の笑いと人生観を表現する面白い諺や詩などが書かれたこともある。そのなかでもっとも人気を博した文は次のようなものだった。
| Козак – душа правдивая,   | コサックは正直ものだから、               |
| Сорочки не має.           | シャツさえなく、貧乏だ！                 |
| Коли не п’є, то воші б’є, | 酒を飲まない時は、蚤を潰したりするから、 |
| А все ж не гуляє          | いつも忙しいんだ！                       |

| Гей–гей, як я молод був, що–то в мене була за сила! | 若い頃はすごい力の持ち主じゃった！   |
| Було – ляхів борючи і рука не мліла,                | 敵を幾人倒しても手が疲れなかった！   |
| А тепер і вош одоліла。                             | じゃが、今となっては蚤にさえ勝てぬ。 |

| Не завидую нікому – ні панам, ані царю.        | 貴族や王などが羨ましくない。               |
| Богу своєму святому я за все благодарю!        | 聖なる神様にいつも感謝し奉る！             |
| Хотя титлом і не славен, та жизнь весело веду, | 大した身分じゃなくとも、楽しく生き、       |
| У ділах своїх ісправен, я вовік не пропаду.    | 仕事をちゃんとしとけば、滅びることはない！ |

コサック・ママーイの絵画は、ウクライナ人の民家でのお守りのような役割を果たし、戸・壁・窓際・櫃・食器などの家庭品に描かれた。絵画の隣に「俺はコサック・ママーイだぞ！ 俺の平安を乱すな！」という呪文も書かれた。
コサック・ママーイは現在のウクライナにおいて人気のある英雄であり続けている。ママーイの石像や銅像などは、首都キエフを始め、ウクライナの数多くの町村に建てられている。2003年にキエフ映画スタジオが作成した『ママーイ』という作品はウクライナ中の、特に若者の間で人気を集めた。

## ギャラリー

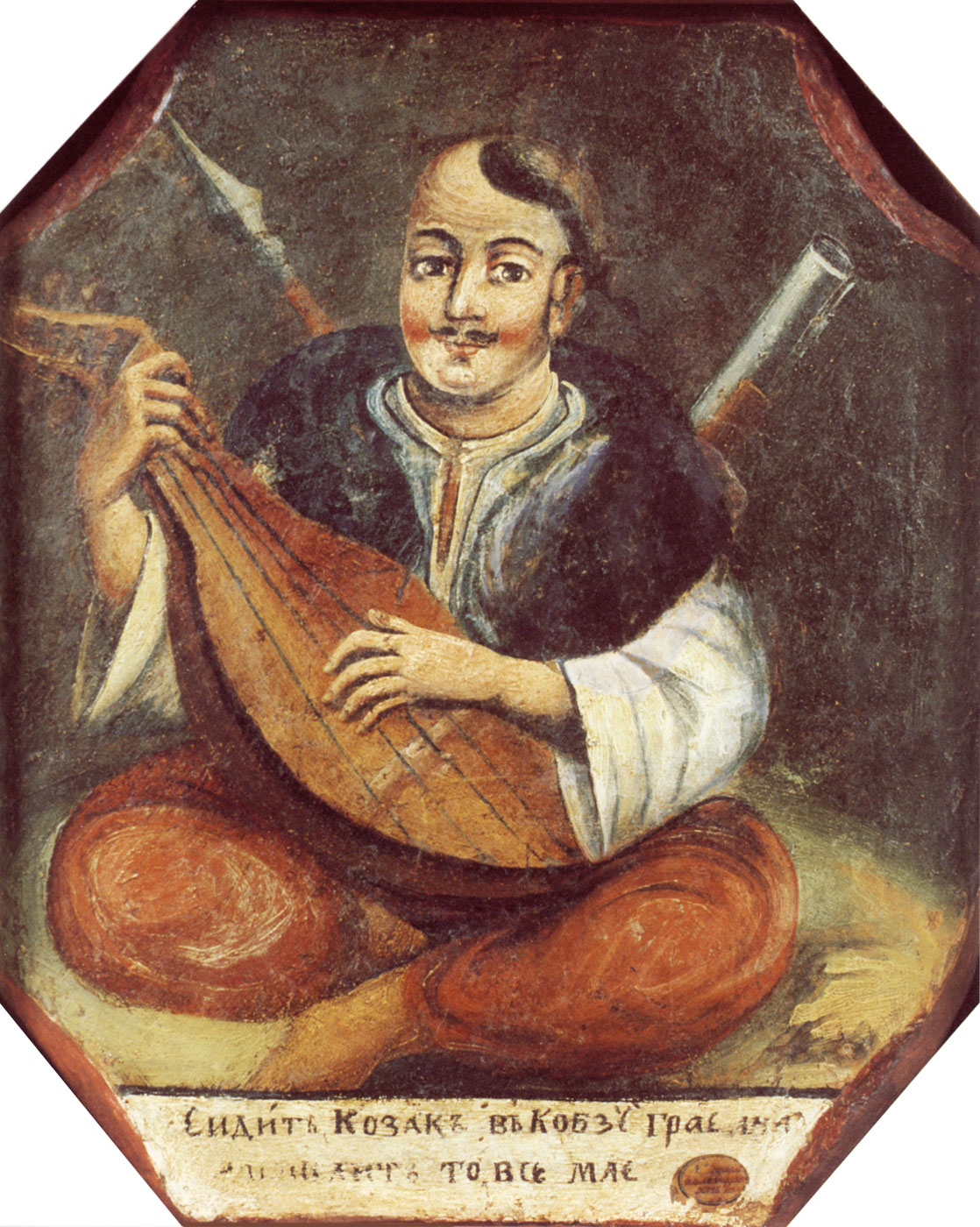
18世紀初頭
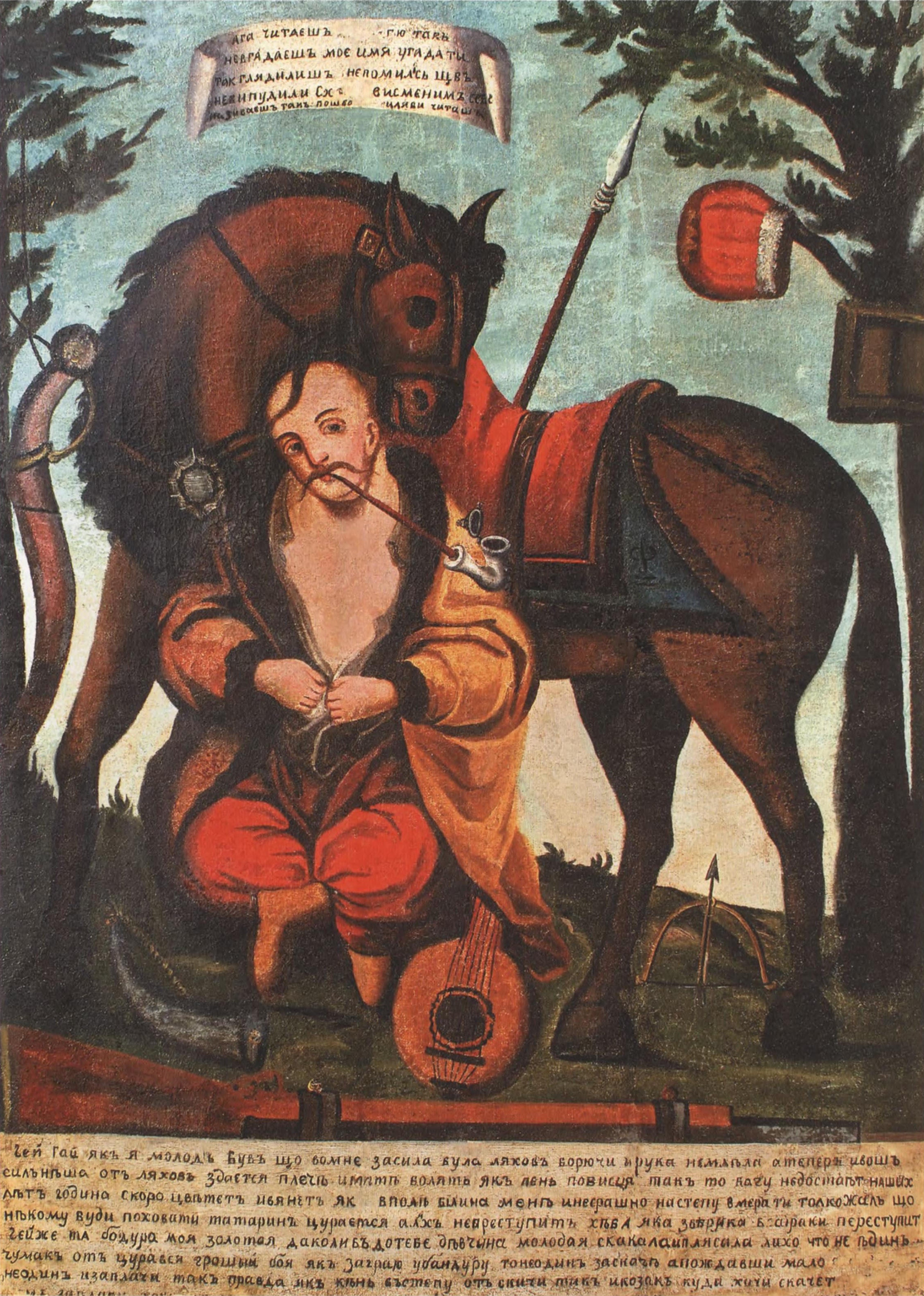
1728年
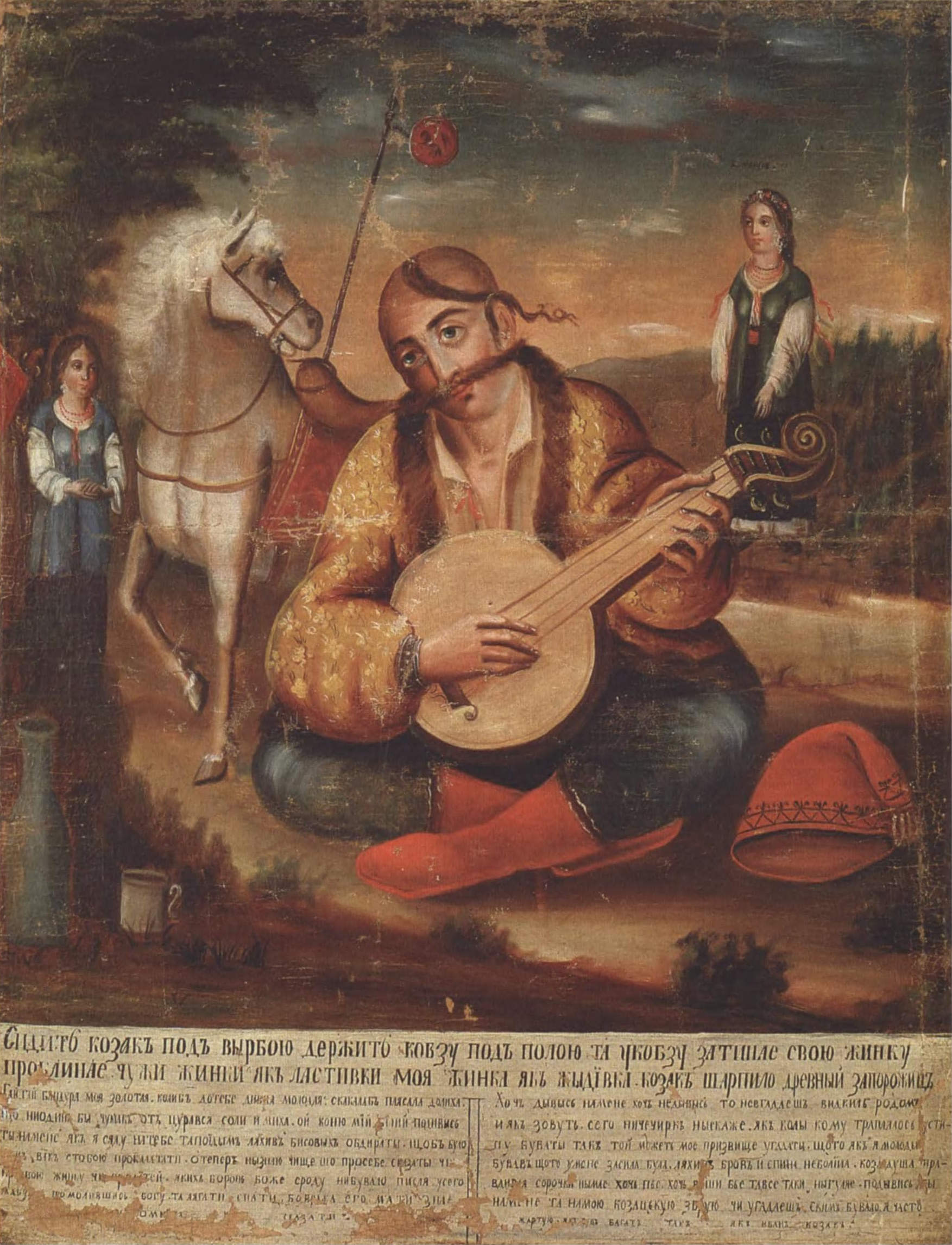
19世紀初頭
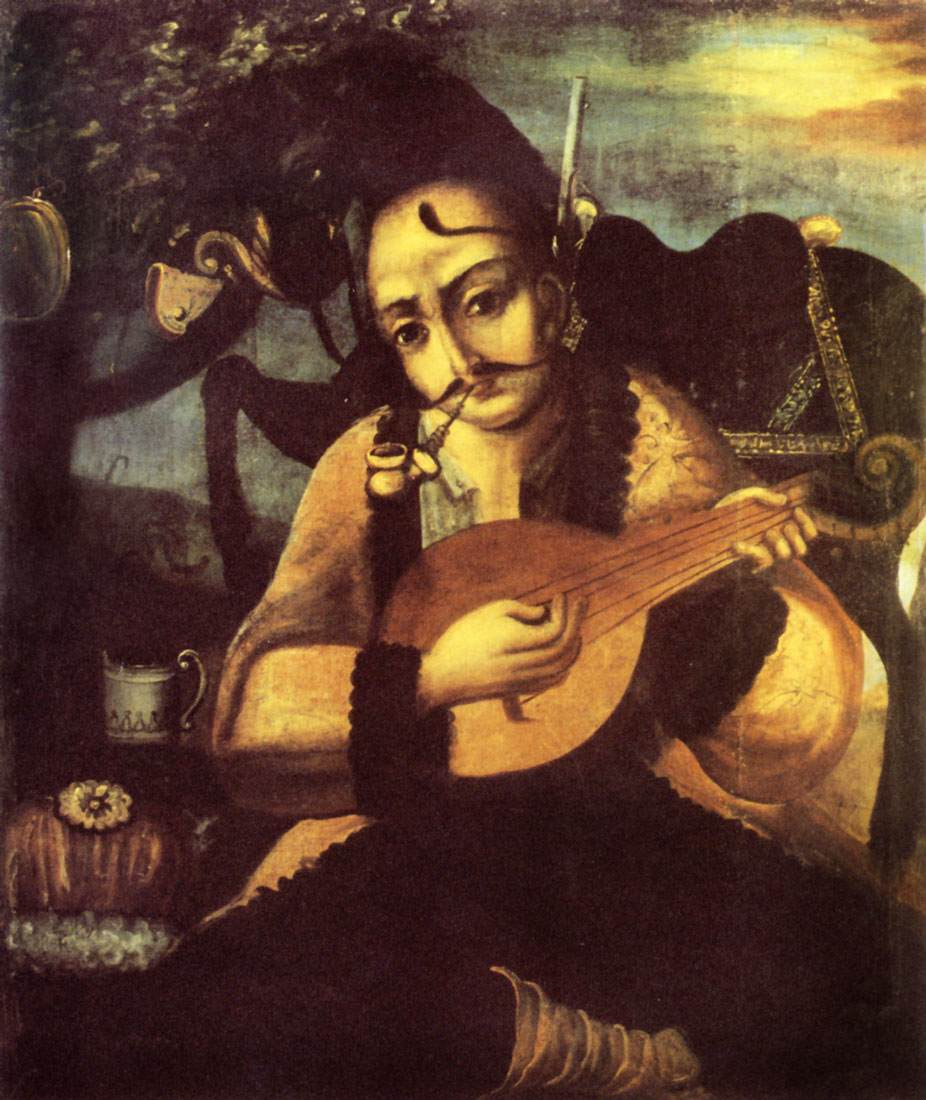
19世紀初頭
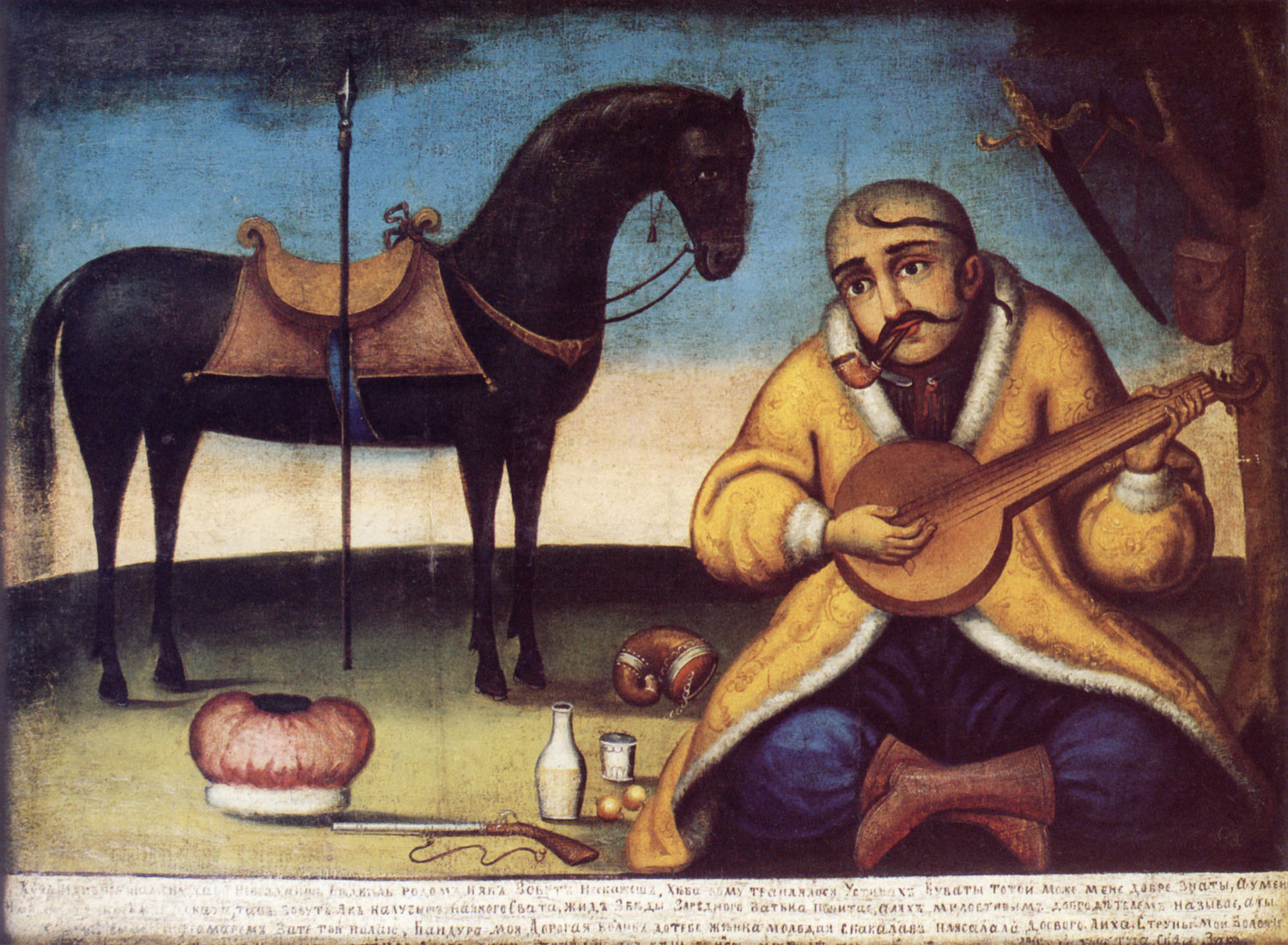
19世紀初頭
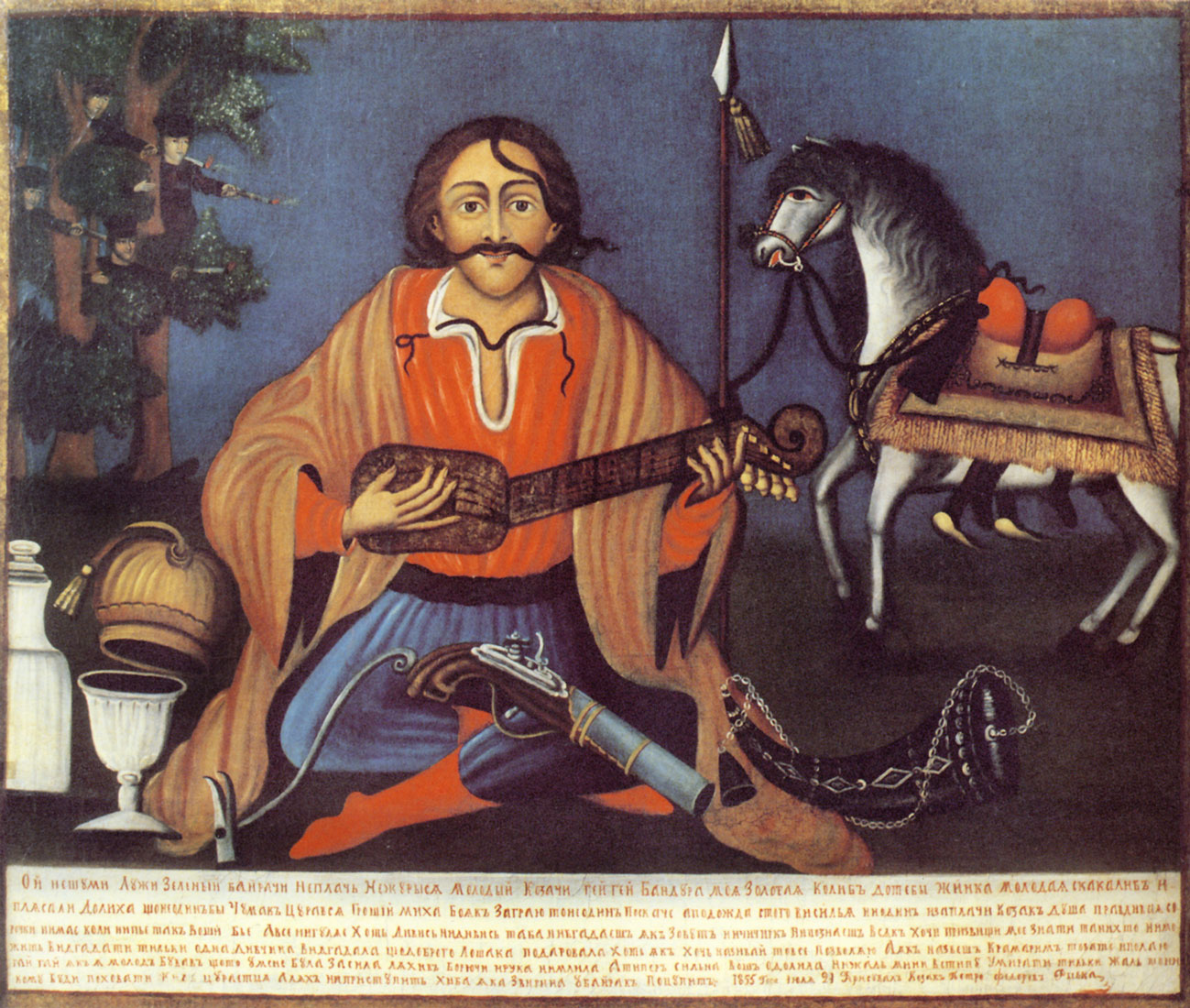
1855年
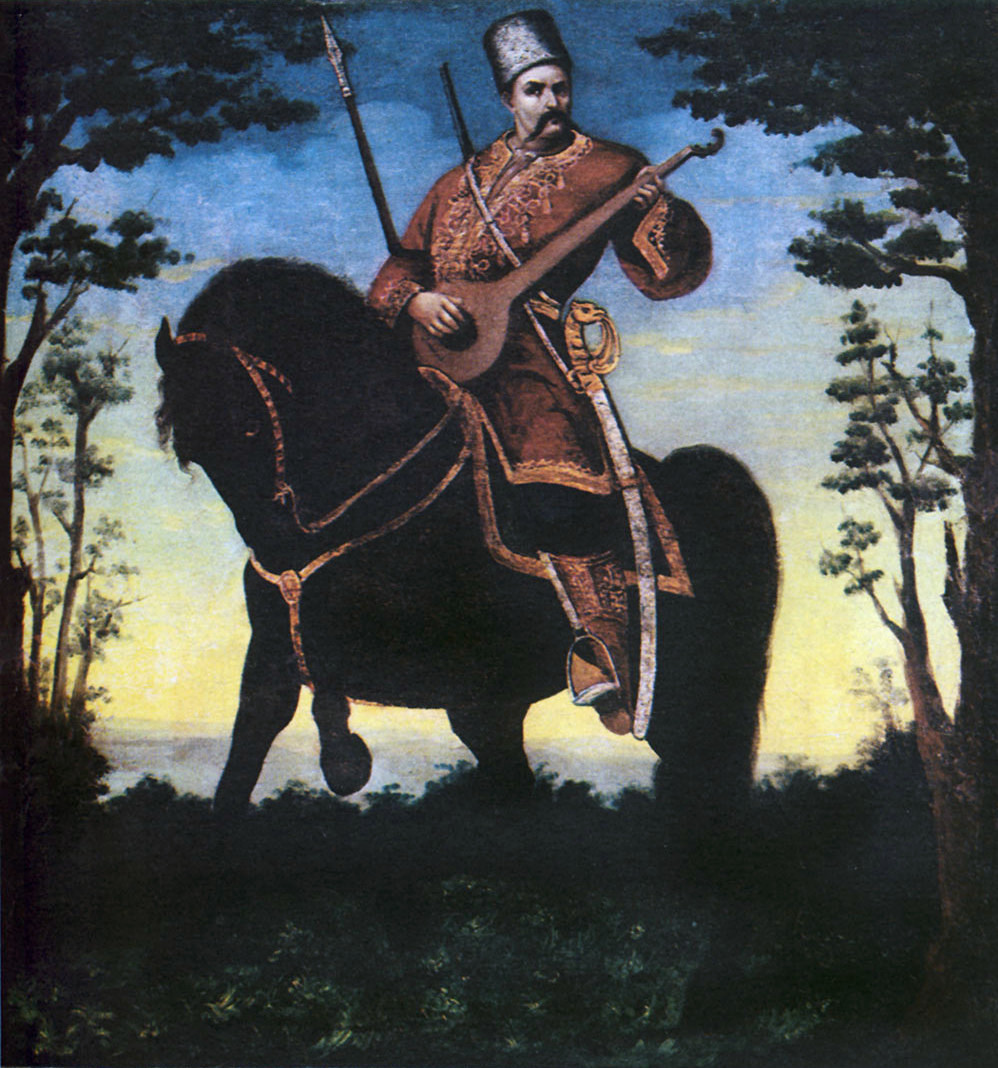
1890年
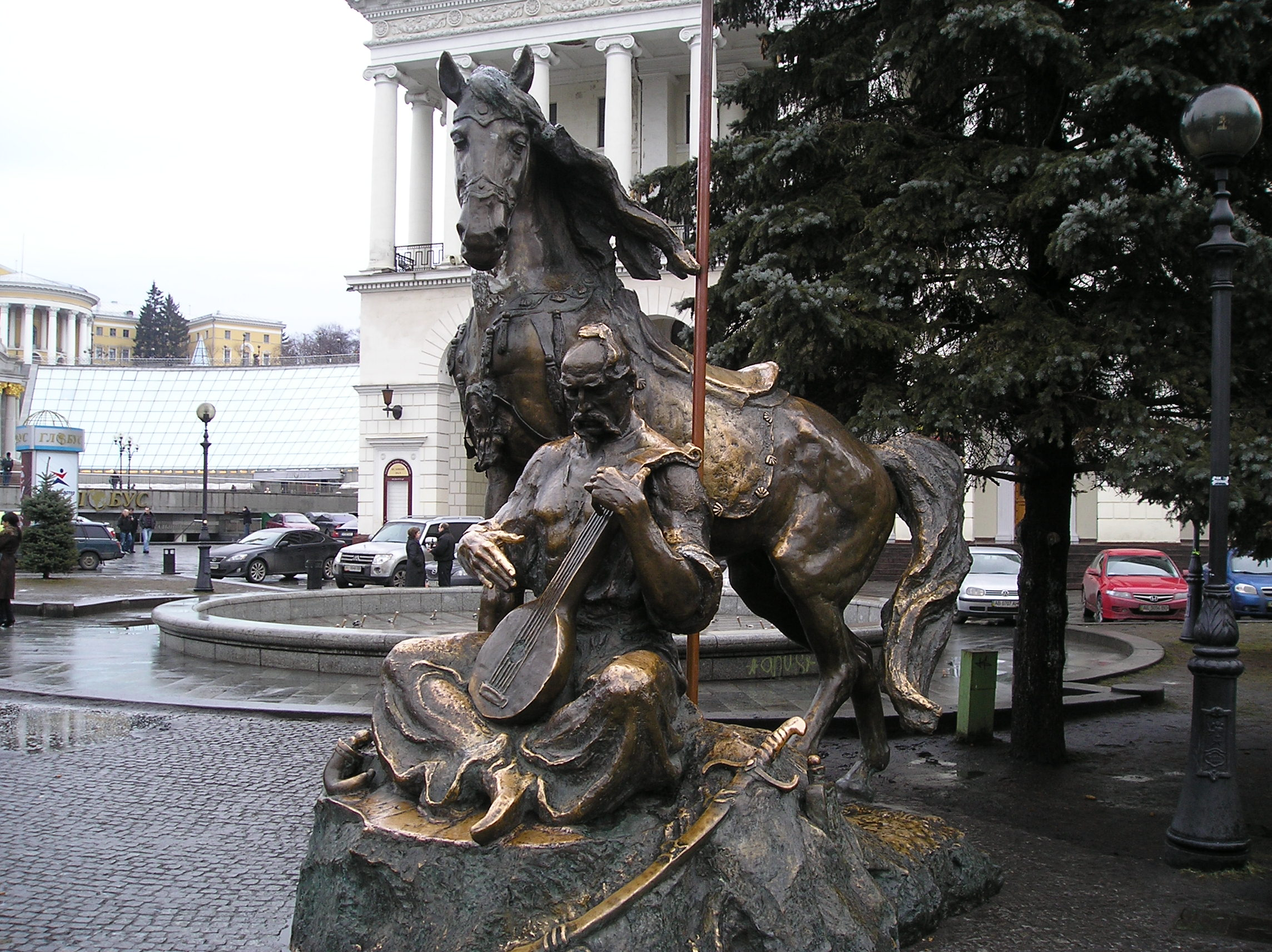
2003年 独立広場 (キエフ)

## 関連記事
- コサック
- ウクライナ人
- ウクライナ